# Stor-Oxvattnet
Stor-Oxvattnet är en sjö i Dorotea kommun i Lappland och ingår i Ångermanälvens huvudavrinningsområde. Sjön har en area på 0,811 kvadratkilometer och ligger 508 meter över havet. Stor-Oxvattnet ligger i Rödingsjö Natura 2000-område.

## Delavrinningsområde
Stor-Oxvattnet ingår i det delavrinningsområde (718519-147182) som SMHI kallar för Utloppet av Stor-Oxvattnet. Medelhöjden är 555 meter över havet och ytan är 8,71 kvadratkilometer. Det finns inga avrinningsområden uppströms utan avrinningsområdet är högsta punkten. Vattendraget som avvattnar avrinningsområdet har biflödesordning 4, vilket innebär att vattnet flödar genom totalt 4 vattendrag innan det når havet efter 304 kilometer. Avrinningsområdet består mestadels av skog (87 procent). Avrinningsområdet har 1,15 kvadratkilometer vattenytor vilket ger det en sjöprocent på 13,2 procent.